# Antonio Cagnoni
Antonio Cagnoni (Godiasco, Voghera, 8 de febrer de 1828 – Bèrgam, 30 d'abril de 1896) fou un compositor italià.
És el fill del metge Giovanni Cagnoni i de Serafina Nobili. El 1842 va ingressar en el Conservatori de Milà i hi va acabar els estudis, el 1847. La seva música es distingeix per melodies senzilles i elegants que contenen, si bé a vegades cauen en la vulgaritat, i per la inspiració juganera i alegre que brilla en llurs òperes bufes.
Fou mestre de capella a Vigevano i després a la catedral de Bèrgam. Hi escriviu per tal motiu algunes obres de caràcter religiós, entre les quals destaquen una Missa de Rèquiem dedicada a l'aniversari del rei Carles Albert (1859). Se li deuen nombroses òperes, entre elles; Rosalinda de San Miniato (1845), I due savojardi (1846), que no despertaren gaire entusiasme; Don Bucefalo (1847), estrenada al Teatre Reial, de Milà, amb tan bon èxit que ben aviat es va popularitzar per a tot Itàlia i es va cantar a París el 1866, on fou també molt aplaudida; Il testamento di Figaro (Milà, 1848), Amori i trapole (Gènova 1850), La valle d'Andorra (Milà, 1851), Giralda (Milà, 1852), La fioraia (Torí, 1853), La figli di don Liborio (Gènova, 1856), Il vecchio della Montagna (Milà, 1853), que fou un fracàs a la Scala: Michele Perrin (Milà, 1864), estrenada amb gran èxit; Claudia (Milà, 1864), La Tombola (Roma, 1869), Un capriccio di donna (Gènova, 1870), Papa Martin (Florència, 1871), la qual es va representar en quasi tots els teatres d'Europa, si bé va passar quasi desapercebuda al Reial de Madrid i al Liceu de Barcelona, Il ducca di Tapigliano (Lecco, 1874), i algunes d'altres.
A Milà va fer classes de piano. Entre els seus alumnes destaca Cipriano Pontoglio, que precisament va seguir els seus passos i compondre diverses òperes. Poc temps després va renunciar al teatre i es va dedicar a compondre música religiosa.